# Довжанська сільська рада (Окнянський район)
Довжа́нська сільська́ ра́да — колишня адміністративно-територіальна одиниця та орган місцевого самоврядування у Окнянському районі Одеської області. Адміністративний центр — село Довжанка.

## Загальні відомості
Довжанська сільська рада утворена в 1947 році.
- Територія ради: 78,02 км²
- Населення ради: 1 258 осіб (станом на 2001 рік)

## Населені пункти
Сільській раді були підпорядковані населені пункти:
- с. Довжанка
- с. Артирівка
- с. Галочі
- с. Ілля
- с. Одаї

## Населення
Згідно з переписом УРСР 1989 року чисельність наявного населення сільської ради становила 1298 осіб, з яких 566 чоловіків та 732 жінки.
За переписом населення України 2001 року в сільській раді мешкали 1252 особи.

### Мова
Розподіл населення за рідною мовою за даними перепису 2001 року:
| Мова       | Відсоток |
| ---------- | -------- |
| українська | 89,11 %  |
| молдовська | 8,27 %   |
| російська  | 2,31 %   |
| білоруська | 0,16 %   |
| гагаузька  | 0,08 %   |
| польська   | 0,08 %   |

## Склад ради
Рада складалася з 16 депутатів та голови.
- Голова ради:
- Секретар ради: Корня Валентина Михайлівна

### Керівний склад попередніх скликань
| Прізвище, ім'я, по батькові  | Основні відомості                                                         | Дата обрання | Дата звільнення |
| ---------------------------- | ------------------------------------------------------------------------- | ------------ | --------------- |
| Ломаковський Василь Іванович | Сільський голова, 1950 року народження, член Комуністичної партії України | 26.03.2006   | 31.10.2010      |

Примітка: таблиця складена за даними сайту Верховної Ради України

### Депутати
За результатами місцевих виборів 2010 року депутатами ради стали:

#### За суб'єктами висування
| Суб'єкт висування           | Кількість обраних депутатів | %    |
| --------------------------- | --------------------------- | ---- |
| Самовисування               | 8                           | 50   |
| Партія регіонів             | 7                           | 43,8 |
| Комуністична партія України | 1                           | 6,3  |

#### За округами
| № округу                    | Прізвище, ім'я, по батькові      | Дата визнання обраним | Освіта             | Партійна приналежність            | Відомості про обраного депутата                                 |
| --------------------------- | -------------------------------- | --------------------- | ------------------ | --------------------------------- | --------------------------------------------------------------- |
| Комуністична партія України |                                  |                       |                    |                                   |                                                                 |
| 2                           | Яроцька Валентина Іванівна       | 14.11.2010            | середня спеціальна | член Комуністичної партії України | Артирівський сільський клуб, завідувачка                        |
| Партія регіонів             |                                  |                       |                    |                                   |                                                                 |
| 1                           | Криштопова Парасковія Євгеніївна | 02.11.2010            | середня спеціальна | член Партії регіонів              | пенсіонер                                                       |
| 6                           | Лановий Валерій Миколайович      | 02.11.2010            | вища               | член Партії регіонів              | фермерське господарство «Слава», голова                         |
| 10                          | Марунчак Лариса Василівна        | 02.11.2010            | середня спеціальна | член Партії регіонів              | КП «Довжанський сількомунг», начальник                          |
| 11                          | Корня Валентина Михайлівна       | 02.11.2010            | вища               | член Партії регіонів              | відділ освіти Красноокнянської РДА, головний спеціаліст         |
| 13                          | Марунчак Микола Васильович       | 02.11.2010            | середня            | член Партії регіонів              | одноосібник                                                     |
| 14                          | Марку Наталя Кузьмівна           | 02.11.2010            | середня            | член Партії регіонів              | тимчасово не працює                                             |
| 16                          | Кришталь Віталій Іванович        | 02.11.2010            | середня спеціальна | член Партії регіонів              | сільськогосподарський виробничий кооператив «Правда», охоронник |
| Самовисування               |                                  |                       |                    |                                   |                                                                 |
| 3                           | Берник Михайло Анатолійович      | 02.11.2010            | вища               | позапартійний                     | Артирівський навчально-виховний комплекс, вчитель               |
| 4                           | Кришталь Віктор Олексійович      | 02.11.2010            | середня            | позапартійний                     | одноосібник                                                     |
| 5                           | Сивак Андрій Васильович          | 02.11.2010            | середня спеціальна | позапартійний                     | Артирівський фельдшерсько-акушерський пункт, завідувач          |
| 7                           | Качковецький Сергій Юрійович     | 02.11.2010            | вища               | позапартійний                     | навчально-виховний комплекс «Правда», агроном                   |
| 8                           | Дарієнко Людмила Іванівна        | 02.11.2010            | середня спеціальна | позапартійна                      | Довжанська сільська рада, головний бухгалтер                    |
| 9                           | Кожухар Віра Іванівна            | 02.11.2010            | вища               | позапартійна                      | Довжанська загальноосвітня школа I-III ст., вчитель             |
| 12                          | Чабан Ольга Анатоліївна          | 02.11.2010            | середня спеціальна | позапартійна                      | Довжанський сільський клуб, завідувачка                         |
| 15                          | Гушкан Віталій Олексійович       | 02.11.2010            | середня            | позапартійний                     | ТОВ шахта «Довжанка», слюсар                                    |